# Japonské velvyslanectví v Praze
Japonské velvyslanectví v Praze (japonsky 在チェコ日本国大使館, Zai Čeko Nihonkoku Taišikan) je nejvyšší zastupitelský úřad Japonského císařství v Česku. Sídlí v rokokovém paláci Turbů na adrese Maltézské náměstí 6 na Malé Straně v městské části Praha 1. 

## Historie
Za první českoslovenké republiky vzniklo jako vyslanectví, následně pak bylo generálním konzulátem, po skončení druhé světové války bylo pak po znovuobnovení vzájemných diplomatických vztahů roku 1957 zřízeno jako velvyslanectví.
Japonské císařství uznalo nově vzniklé Československo a následně byly v lednu 1920 navázány oficiální diplomatické vztahy. V Japonsku byl instalován čs. vyslanec Karel Pergler, 18. listopadu 1921 se pak úřadu v Praze ujal první mimořádný a zplnomocněný ministr Haruiči Nagaoka. Roku 1924 se pak japonská mise usídlila v Paláci Turbů na pražské Malé Straně.
Po následné německé okupace Čech, Moravy a Slezska, která započala 15. března 1939, bylo 1. května 1939 bylo pražské vyslanectví Japonska, které spolu s Nacistickým Německem a Itálií tvořilo státy tzv. Osy Tokio-Berlín-Řím, přeměněno na Generální konzulát Japonského císařství v Praze. 28. února 1941 opustil zde úřadující generální konzul Čiune Sugihara z Prahy poté, co dostal příkaz spravovat císařský konzulát v Královci, který byl zřízen po anexi pobaltských států Sovětským svazem roku 1940. Dne 8. prosince 1941 pak, v návaznosti na vstup Spojených států do druhé světové války, vyhlásila československá exilová vláda v Londýně Japonskému císařství válku. 4. listopadu 1942 byla budova japonského konzulátu v Praze převedena pod německou okupační správu a administrativně nahrazena konzulátem v Královci, pod který následně Protektorát Čechy a Morava spadal.
Po osvobození Československa a konci války byly vzájemné vztahy obou zemí přerušeny až do roku 1957. Ty byly obnoveny 6. března 1957, následně bylo rozhodnuto o otevření úřadu japonského velvyslanectví, ke kterému došlo 9. října 1957. 13. února 1959 byl podepsán Protokol o obnovení diplomatických styků mezi Japonskem a ČSR (tzv. Japonsko-chilský protokol), 8. května 1959 došlo v Londýně k výměně ratifikačních listin protokolu.
Po rozdělení Československa uznalo japonsko existenci České a Slovenské republiky a v Praze tak byla zřízena samostatná japonská diplomatická mise.

## Služby
Ambasáda rovněž spravuje Japonské informační a kulturní centrum sídlíci v nedalekém Chotkově paláci v Hellichově 1. Instituce mj. budovu sdíli s kancelářemi Finského a Norského velvyslanectví.